# بوليفارد
بوليفارد هو فندق يتكون من 73 طابق وارتفاعه 368 متر (1,207 قدم) يقع في وسط مدينة دبي في دبي، الإمارات العربية المتحدة. ويضم 196 غرفة فندقية من فئة الخمس نجوم و 523 غرفة. وتم إدراجه ضمن قائمة أطول المباني في دبي وقائمة المباني الأطول في العالم. يحتوي على مطعم و 3 حمامات سباحة ويطل على برج خليفة.
يعرض الفندق بشكل دائم 251 عملاً فنيًا أصليًا تم تكليفه خصيصًا من قبل 48 فنانًا مشهورًا عالميًا.

## تاريخ

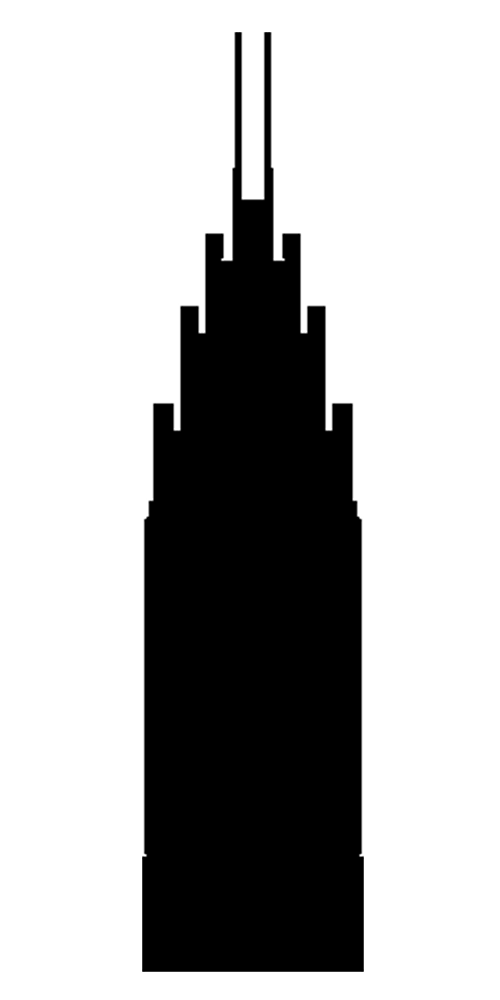
بوليفارد شكل.

تم تطوير المشروع من قبل شركة إعمار العقارية ابتداء من عام 2012. تم بيع المساكن في يوم إطلاق المبيعات في سبتمبر 2012. في عام 2018، باعت إعمار فنادقها في دبي، بما في ذلك بوليفارد، لشركة أبوظبي الوطنية للفنادق مقابل 598 مليون دولار.